# ناو هواپیمابر کلمانسو

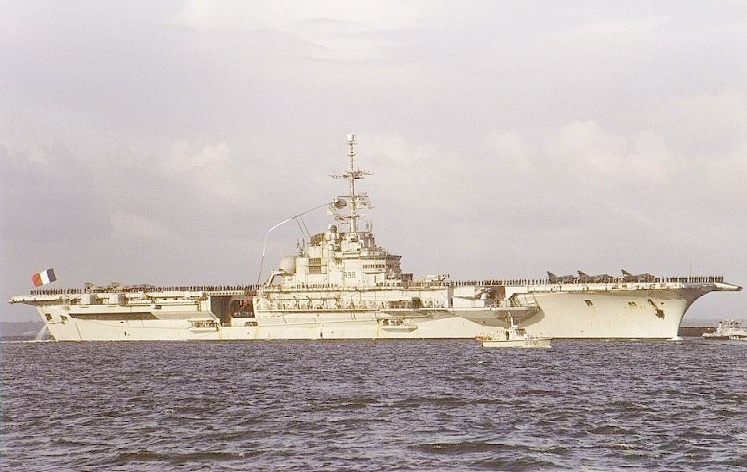
کلمانسو در پایان آخرین سفر دریایی خود در سال ۱۹۹۷

کلمانسو (تلفظ فرانسوی: [klemɑ̃so]) ششمین ناو هواپیمابر نیروی دریایی فرانسه و ناو اصلی کلاس خود بود. این ناو از سال ۱۹۶۱ تا ۱۹۹۷ خدمت کرد و در سال ۲۰۰۹ برچیده، اوراق و بازیافت شد این ناو دومین ناو جنگی فرانسوی بود که به نام ژرژ کلمانسو نامگذاری شد.
کلمانسو و کشتی خواهرش فوش به‌عنوان ستون‌های اصلی ناوگان فرانسه خدمت می‌کردند. در طول عمر خود ناو کلمانسو بیش از ۱٬۰۰۰٬۰۰۰ مایل دریایی (۱٬۹۰۰٬۰۰۰ کیلومتر؛ ۱٬۲۰۰٬۰۰۰ مایل) را طی ۳۱۲۵ روز در دریا دریانوردی کرد. این کشتی حامل مهمات هسته‌ای بود که باید توسط هواپیمای خود پرتاب می‌شدند و خود ناو نیز بعداً برای شلیک موشک‌های با قابلیت حمل سلاح هسته‌ای بهسازی شد. کلمانسو در رزمایش‌ها و مأموریت‌های دریایی متعددی شرکت کرد و در طول جنگ داخلی لبنان، جنگ خلیج‌فارس و عملیات هوایی بر فراز یوگسلاوی سابق شاهد اقداماتی بود.

## نگارخانه

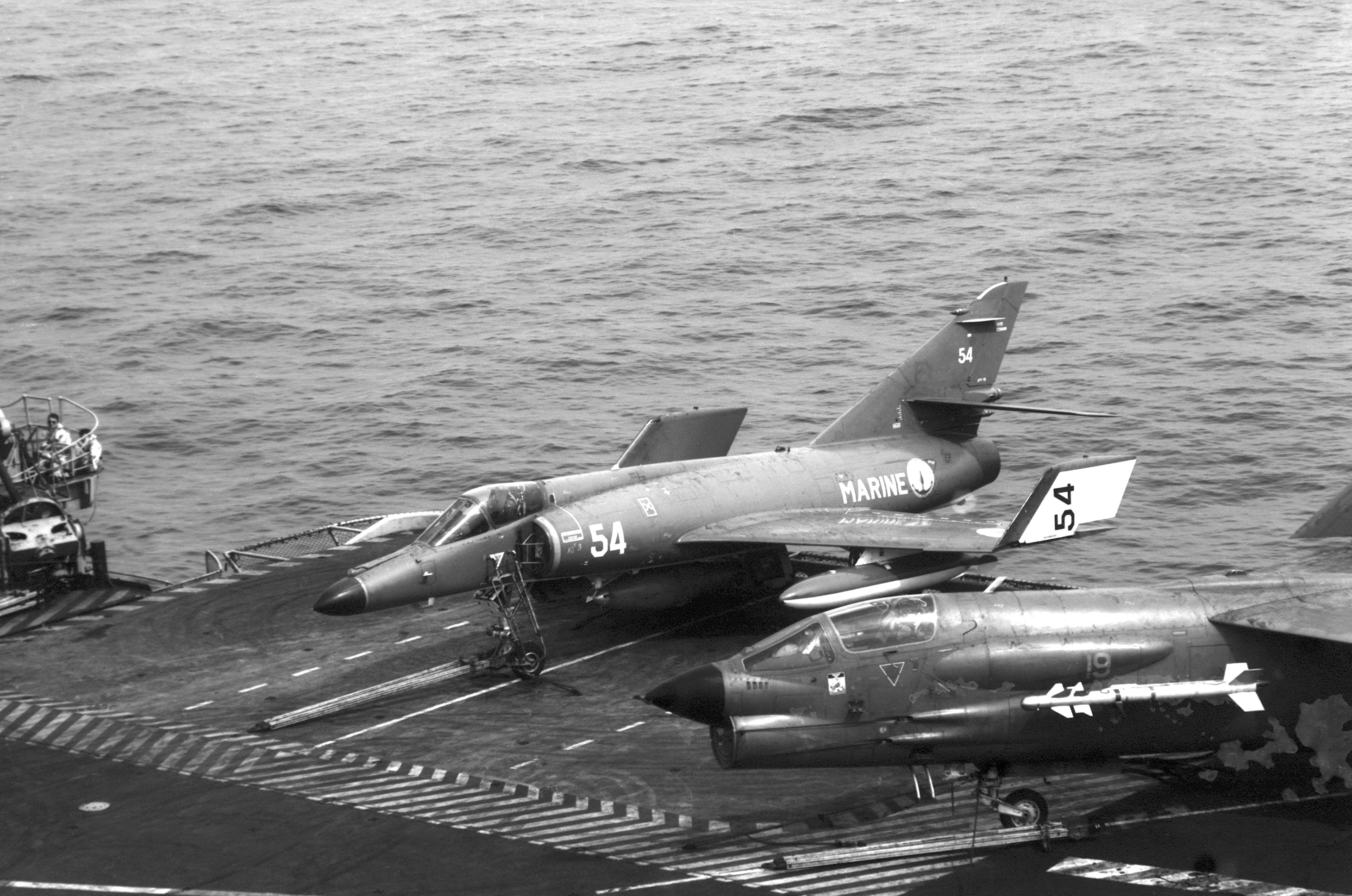
یک سوپر اتاندارد و یک کروسادر بر روی کلمانسو در ۱۹۸۸
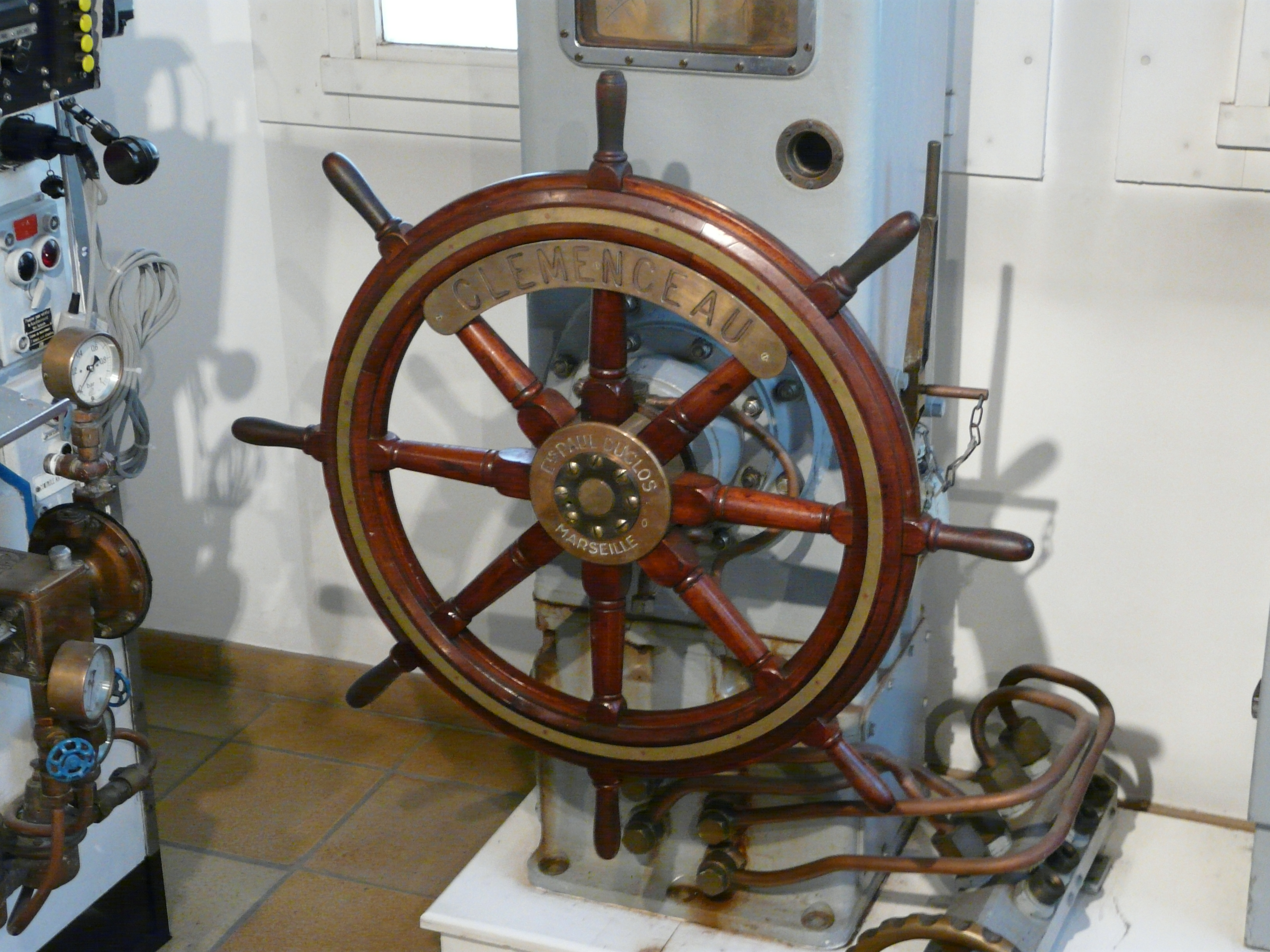
سکان کشتی کلمانسو
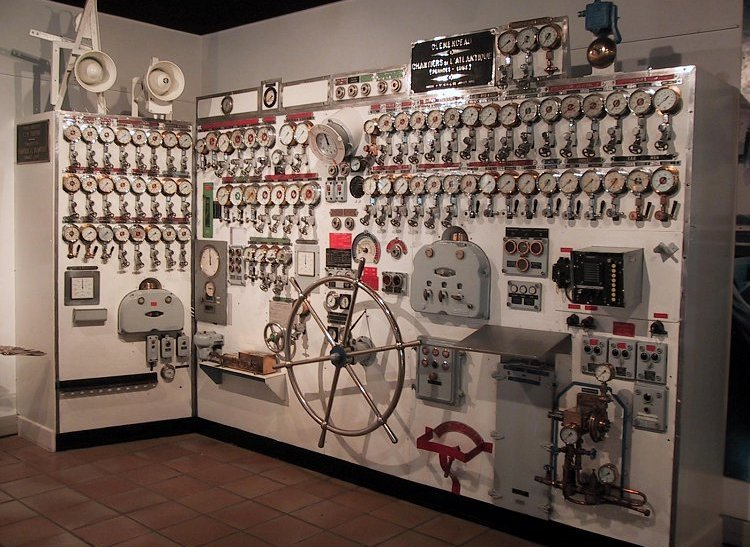
بخش کنترل پیشرانه
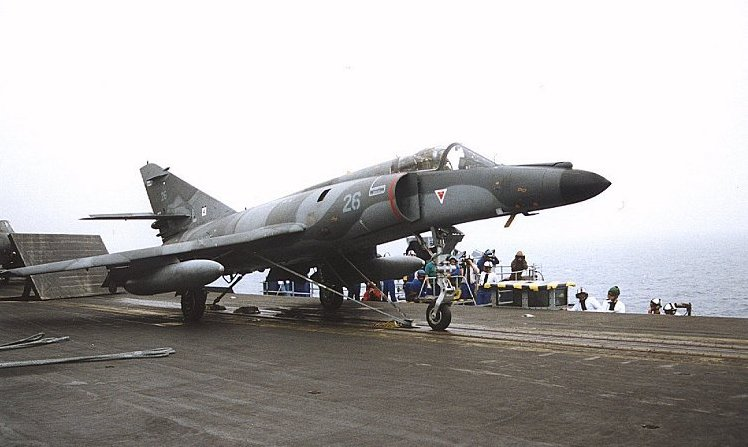
یک سوپر اتاندارد متصل به منجنیق ناو (۱۶ ژوئیهٔ ۱۹۹۷)
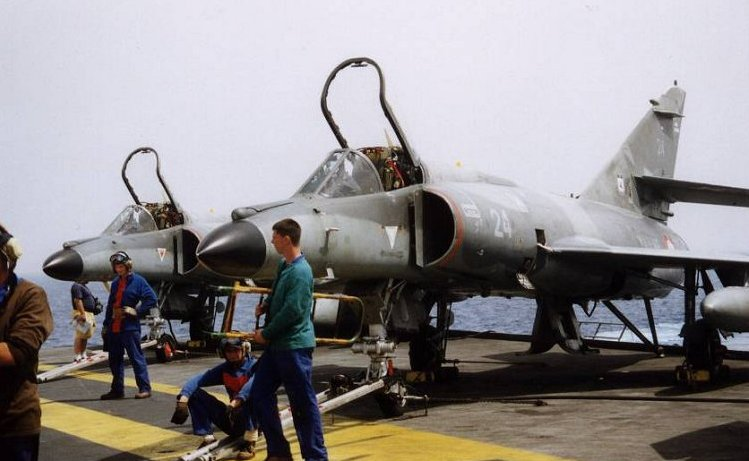
یک فروند داسو سوپر اتاندارد در عرشهٔ کلمانسو
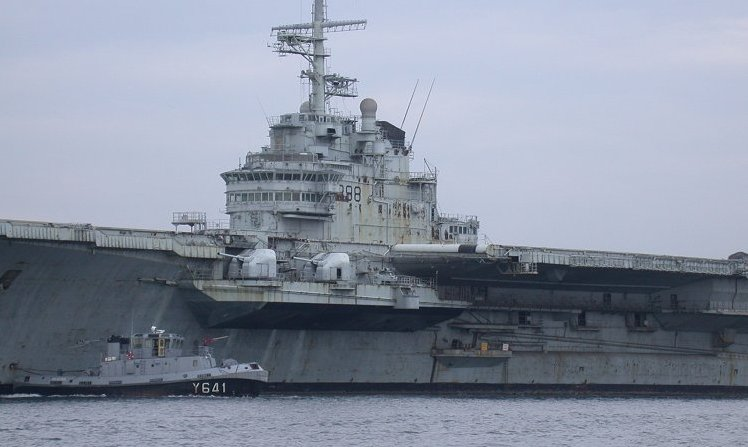
توپ و تسلیحات ناو
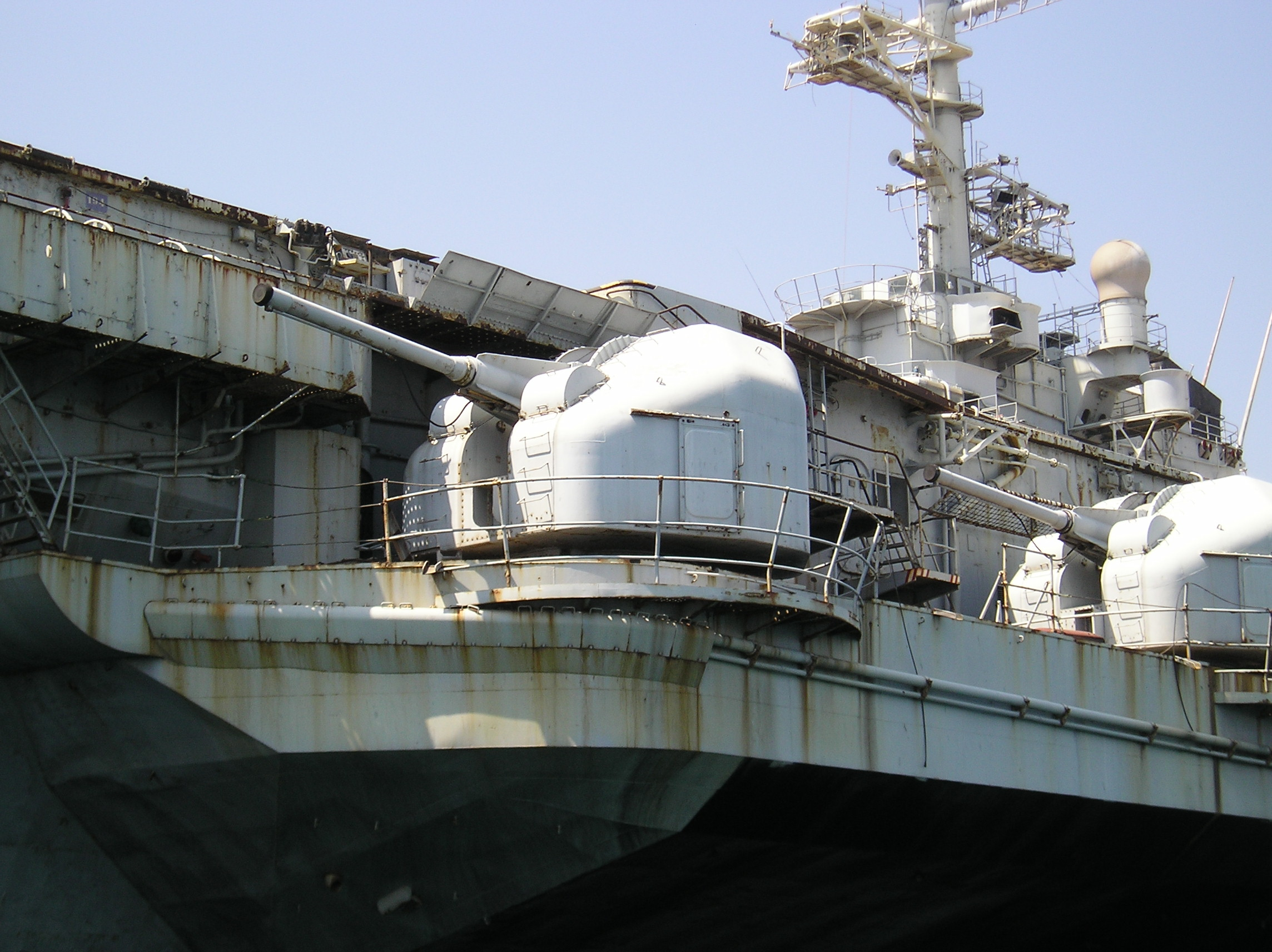
تسلیحات ناو کلمانسو
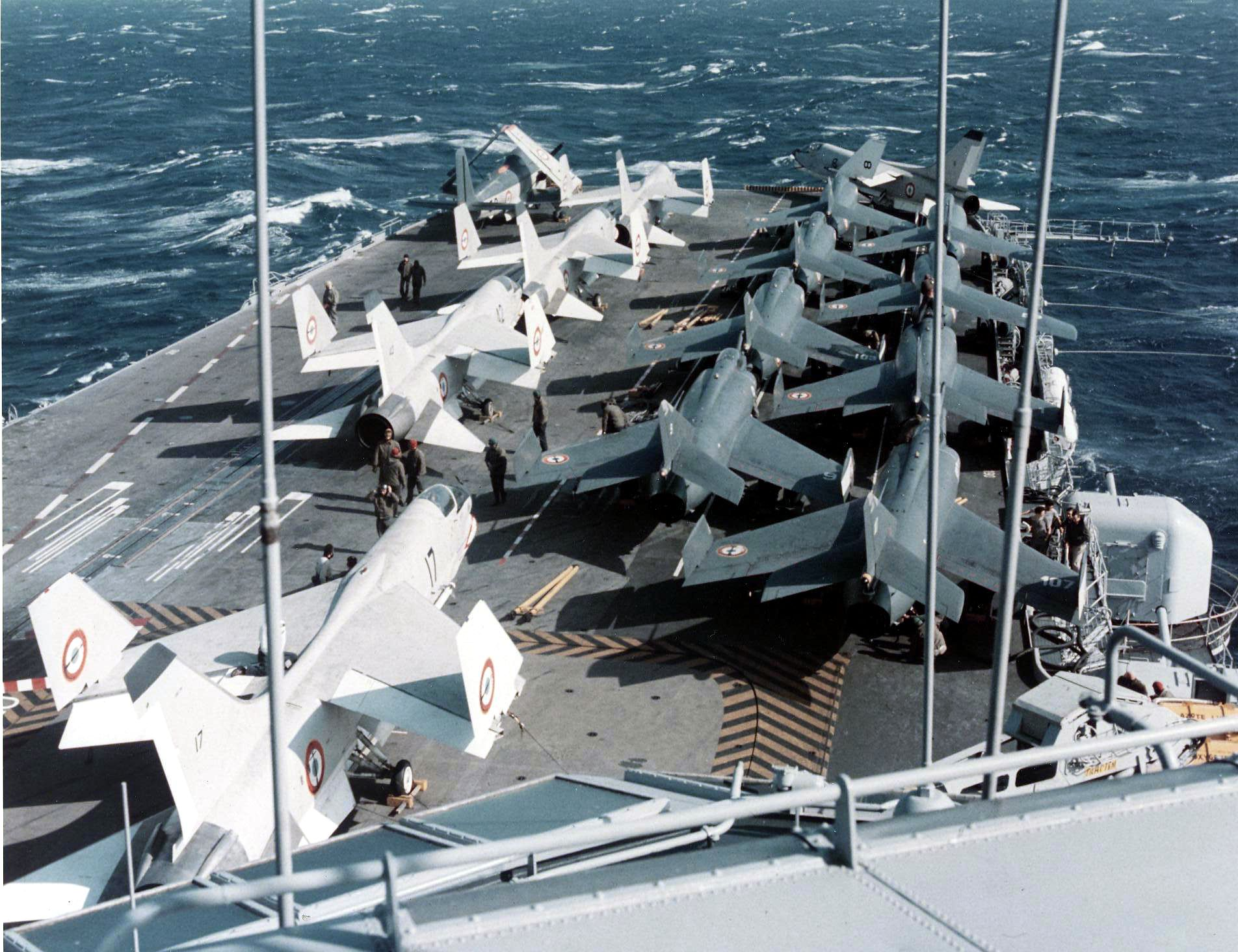
تعدادی داسو اتاندارد ۴ به همراه چند فروند ووت اف-۸ئی (اف‌ان) کروسیدر و یک فروند برگه آلیزه بروی عرشه پرواز ناوهواپیمابر کلمانسو
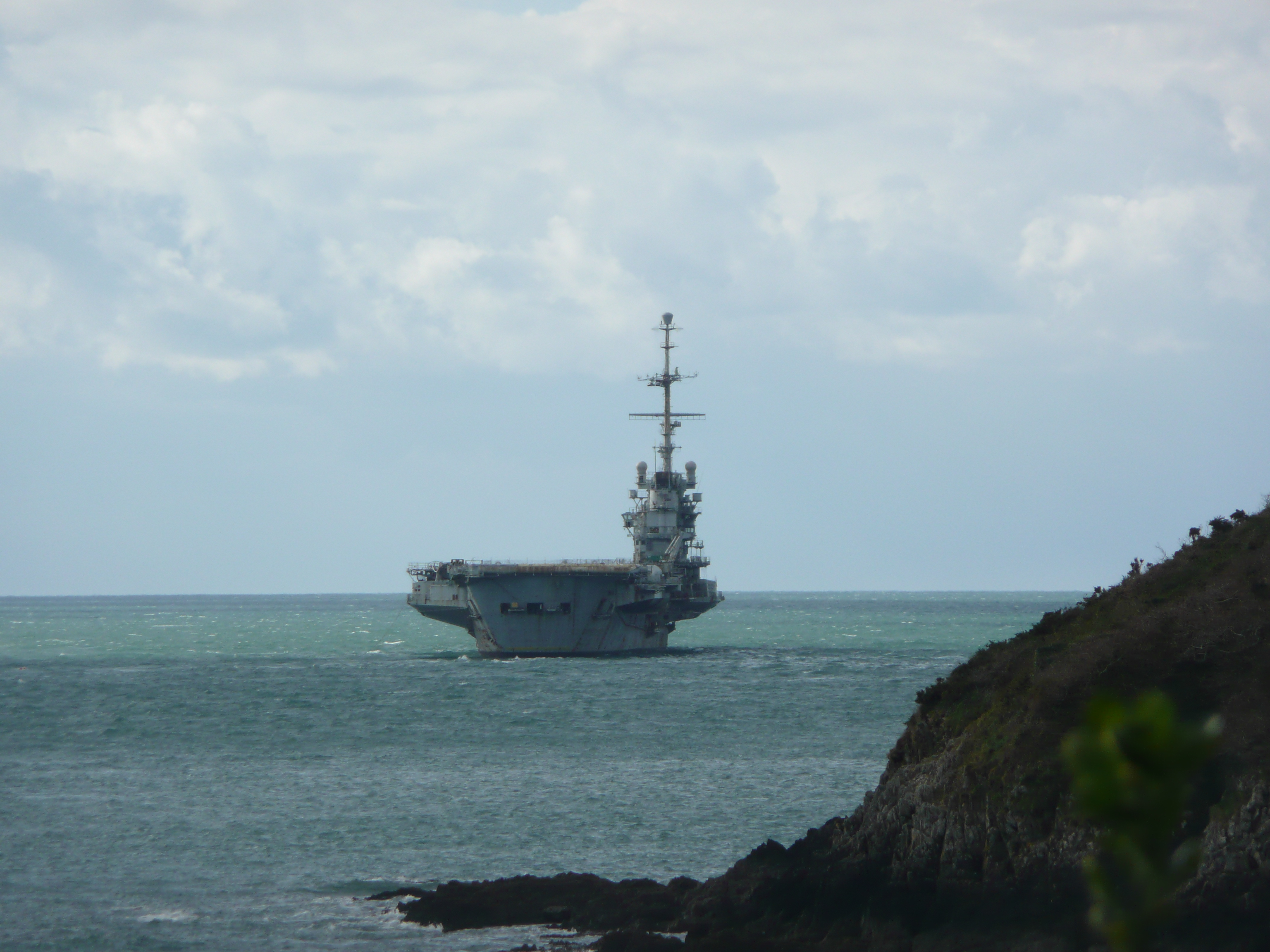
دورنمایی از کلمانسو